# Parastenopa fallax
Parastenopa fallax är en tvåvingeart som först beskrevs av Johnson 1919.  Parastenopa fallax ingår i släktet Parastenopa och familjen borrflugor.
Artens utbredningsområde är Jamaica. Inga underarter finns listade i Catalogue of Life.